# بولديزار كيس
بولديزار كيس (بالمجرية: Kiss Boldizsár)‏ (مواليد 8 أغسطس 1985) هو سبّاح مجري، مثّل بلاده في الألعاب الأولمبية الصيفية 2004.

## روابط خارجية
بولديزار كيس على موقع أوليمبيديا (الإنجليزية)